# 龙山虞氏旧宅
30°05′21.43″N 121°32′56.28″E / 30.0892861°N 121.5489667°E
龙山虞氏旧宅又名天叙堂，是“宁波帮”代表人物虞洽卿在故乡龙山山下村（今属慈溪市龙山镇）建造的住宅，始建于1916年，全部完工于1929年。建筑群前三进为中国传统风格，后两进为西洋风格，另有花园。2001年，龙山虞氏旧宅被列入全国重点文物保护单位，2007年辟为陈列馆。

## 历史
龙山虞氏旧宅始建于1916年，是虞洽卿为母亲尽孝所建。在此之前，虞洽卿曾应母亲的嘱托，为家乡龙山造桥修路，兴建学校。虞氏旧宅第一期建筑包括前三进和左侧平房，建成于1919年，书法家李梅庵题写了“天叙堂”匾额，黎元洪、于右任也曾赠匾。第二期建筑包括后两进和花园洋房，于1926年开工，1929年建成。建造时，正值虞洽卿在龙山创办三北轮埠公司，因而这一时期的建筑更多考虑了虞洽卿生意上的需要。此组建筑由慈溪人赵仲高设计，上海赵贵记营造厂建造，所用的水泥由上海通过轮船运至龙山，再经由轻便铁路运至山下村，而砖瓦则在山下村就地烧制。建筑落成后，虞洽卿65岁寿庆和母亲的丧事均在此举办。1952年，镇海县第二初级中学在虞氏旧宅创立，1954年县境调整时成为慈溪初级中学，后改为龙山初级中学、龙山中学，1993年迁出。此后，慈溪市政府对虞氏旧宅进行维修，2007年设立陈列馆并对外开放。

## 建筑

龍山虞氏舊宅建築群平面圖

龙山虞氏旧宅位于慈溪市龙山镇山下村，伏龙山南麓，镇龙浦以北，选址符合风水中“金城环抱”的概念。建筑坐北朝南，朝向偏东20°，占地面积13700平方米，建筑面积6000平方米。主体建筑由相互独立的前三进建筑和后两进建筑组成，前三进始建于1916年，建成于1919年，为中式风格。后两进始建于1926年，建成于1929年，为西式风格。前三进与后两进通过一条宽3.6米的弄堂相隔，彼此独立。除主体建筑外，建筑群西侧原有西班牙式建筑园林，现已不存。

### 一期建筑
一期建筑分为三进。第一进为正门，为仿木门楼，两侧八字形展开，顶部砖雕，中刻“天伦乐叙”四字匾额。门楼内为三开间，中为门厅，两侧门房，梁枋、牛腿有木雕，门楼北面装有玻璃隔扇门。正门外临河原有照壁，已毁。
二、三进建筑由正厅和东西挟屋组成，共九间，中有两弄，建筑为重檐硬山顶，明间抬梁式，次间穿斗式。二进正厅较两侧两侧挟屋更为高大，厅中悬挂有“天叙堂”三字匾额，左右原有黎元洪题“乐善好施”匾和于右任题匾，均已佚失，现有“输财报国”匾为国民政府为褒扬虞洽卿积极抗日而赠，为蒋中正所写。正厅明间梁枋、雀替雕刻有“唐僧取经”、“三英戰呂布”等故事以及梅兰竹菊等寓意吉祥的雕刻，次间山墙也设有砖雕。
三进建筑二层与二进之间使用走廊连接，走廊上有玻璃棚。二层结构为抬梁穿斗式，后期有改造。前庭走廊为钢筋混凝土结构，前有水泥栏杆，檐柱则包砖，同时设有科林斯式柱头，与后两进西式建筑形成自然的过渡。

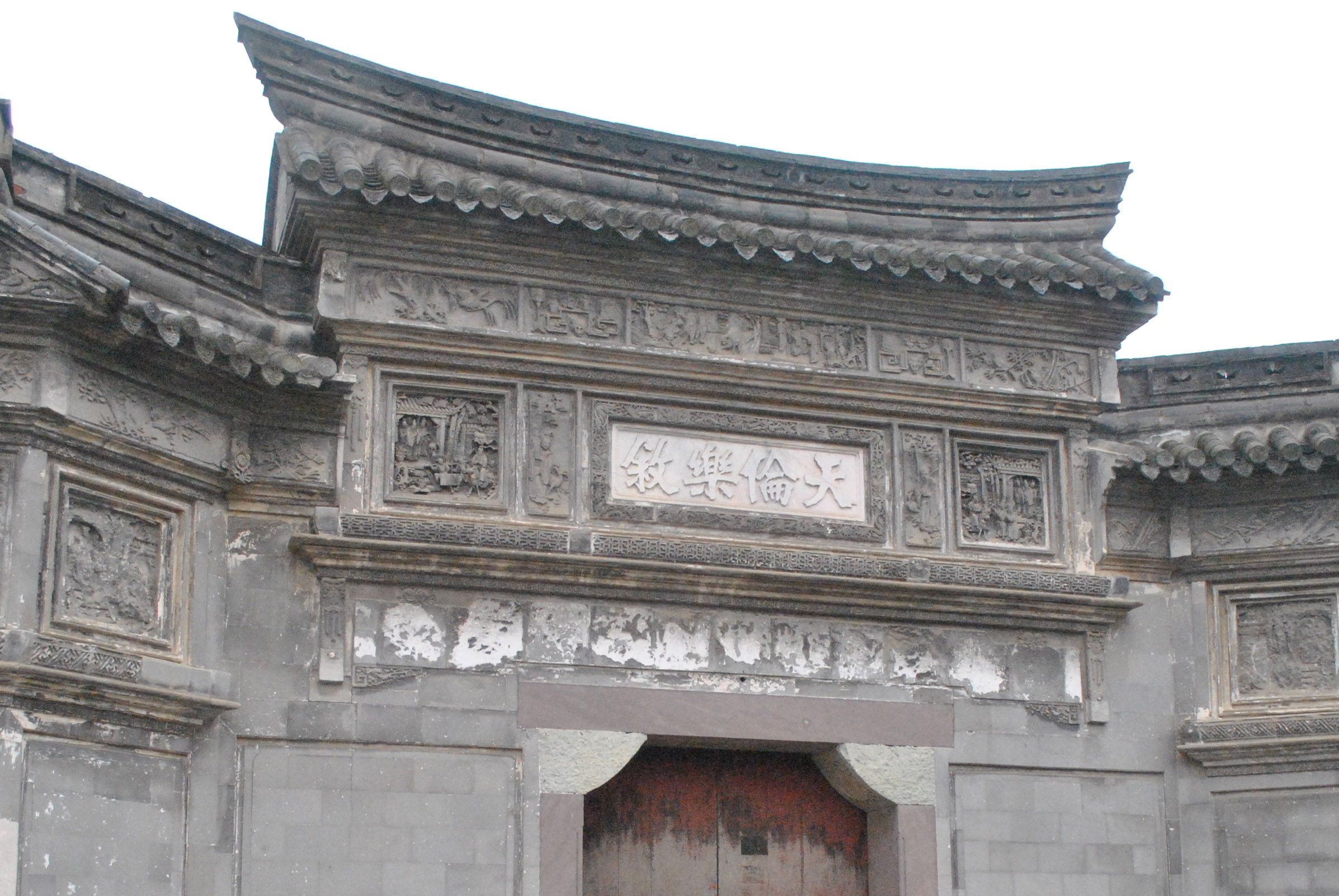
正门门头
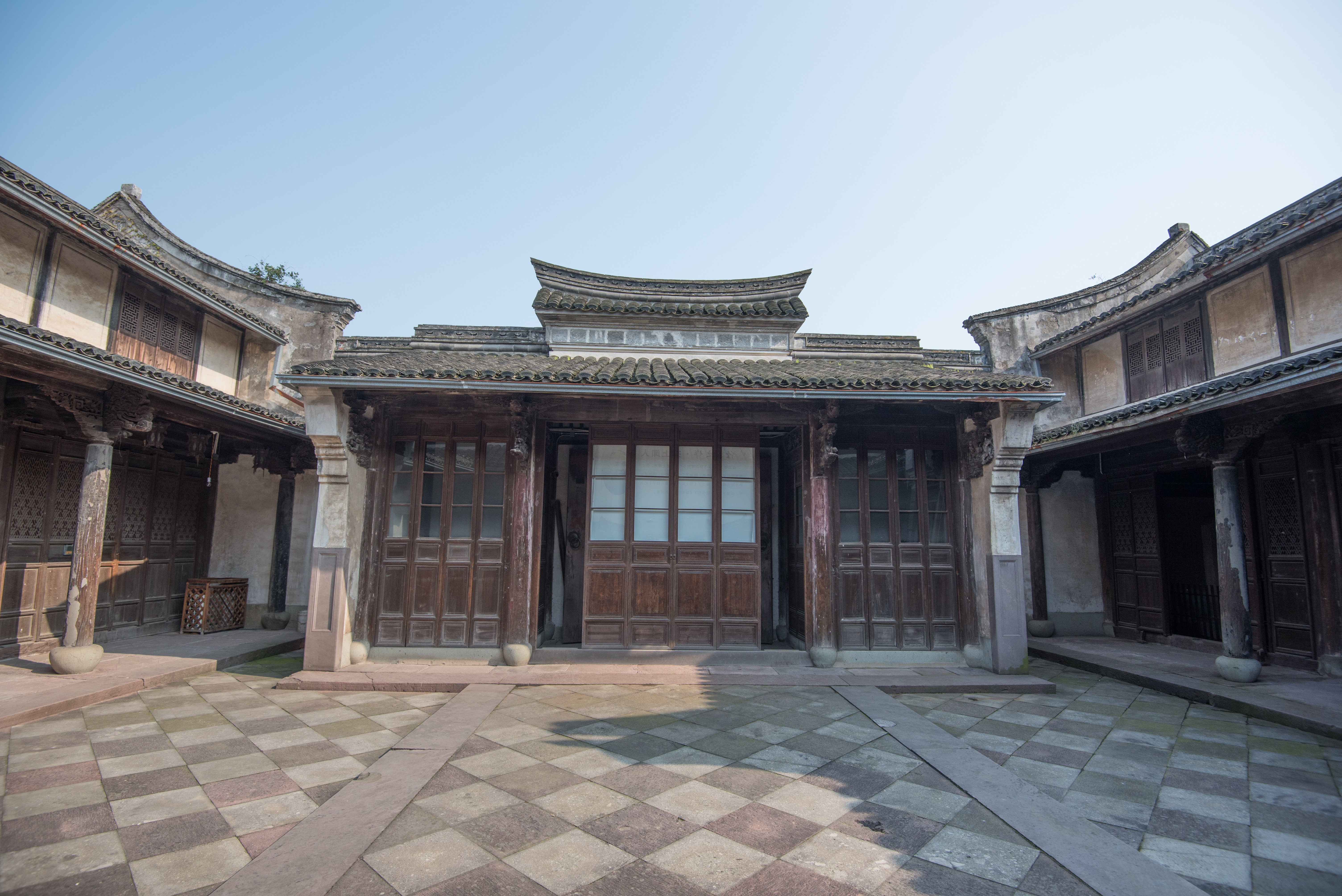
正门门厅
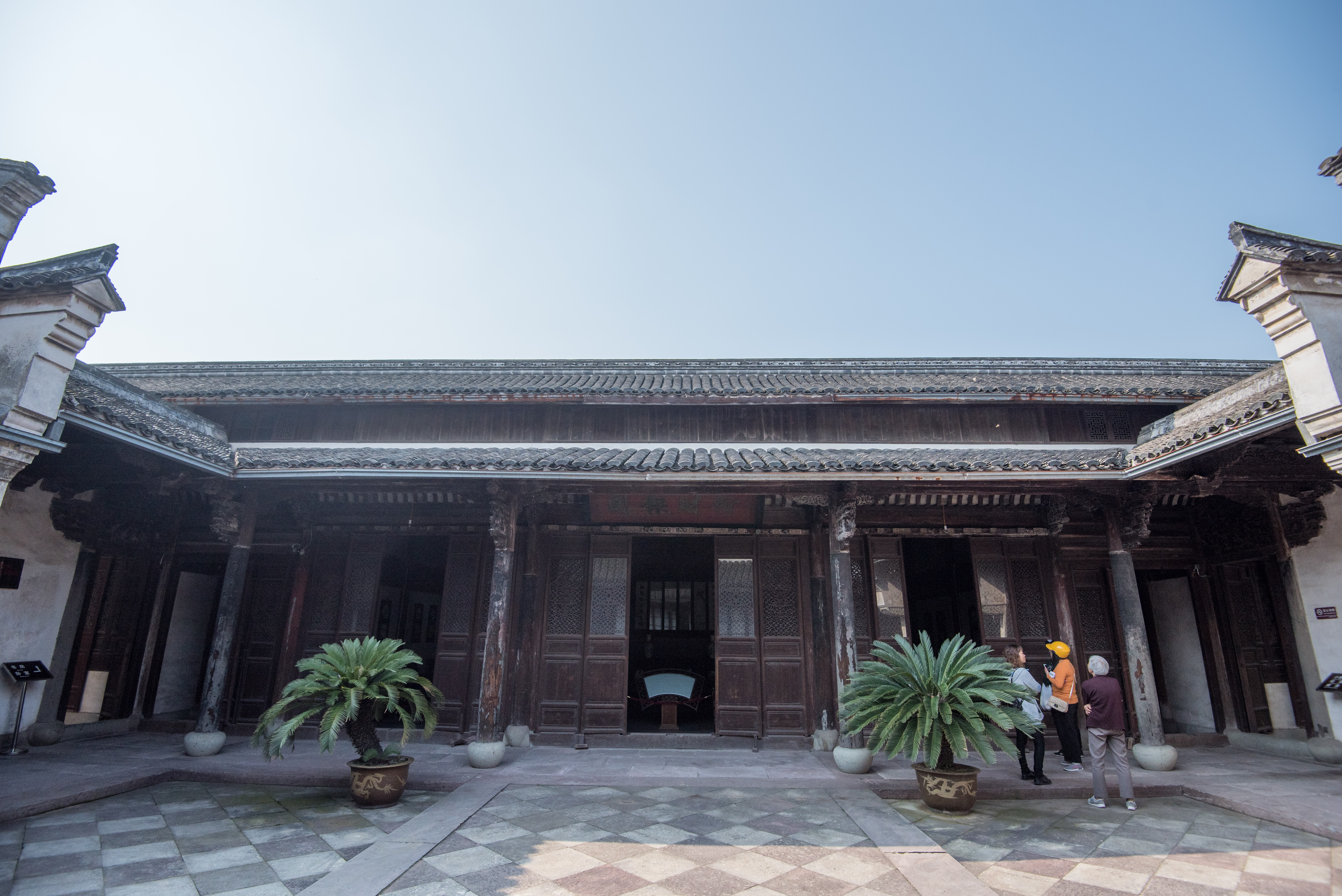
天叙堂
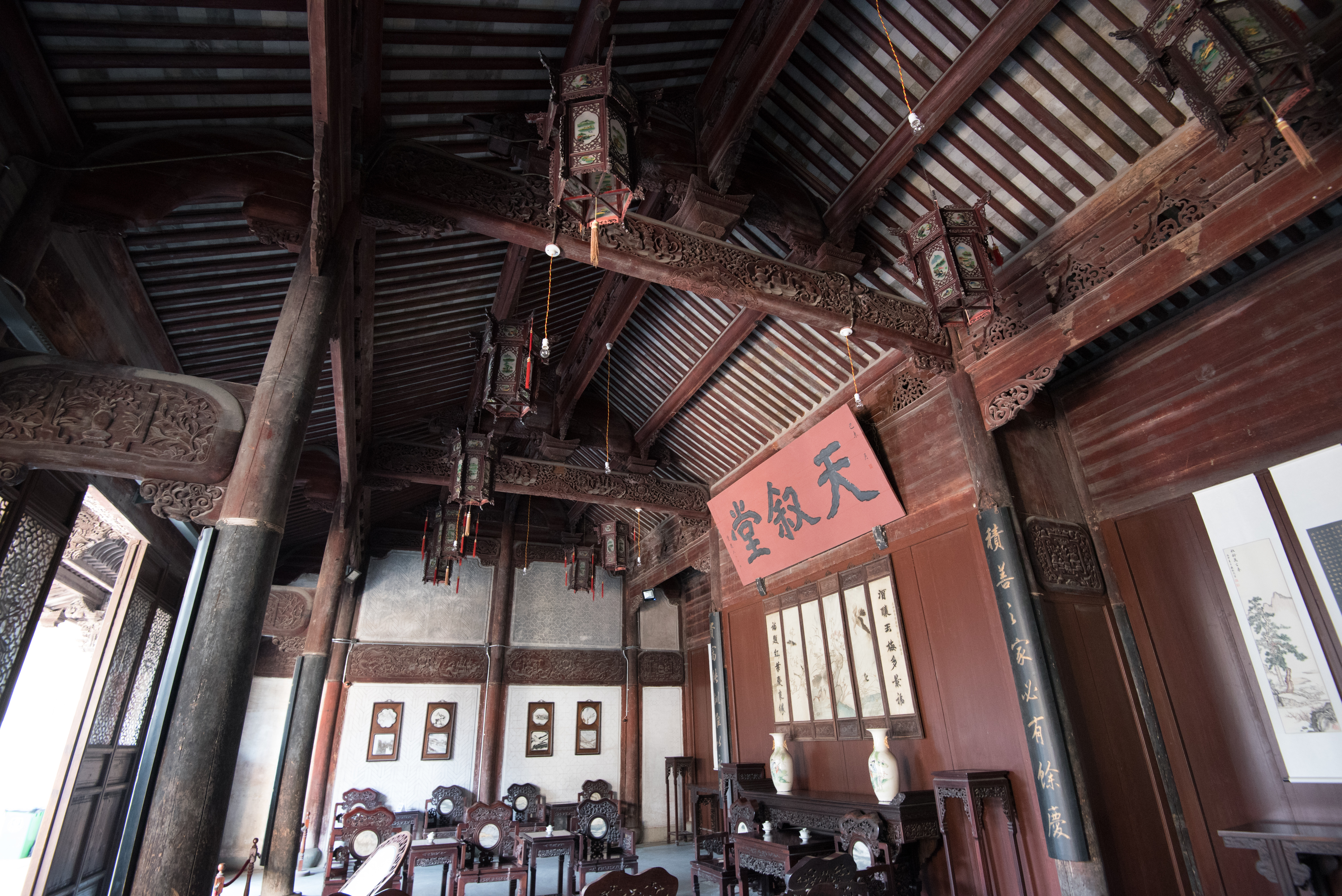
天叙堂内部
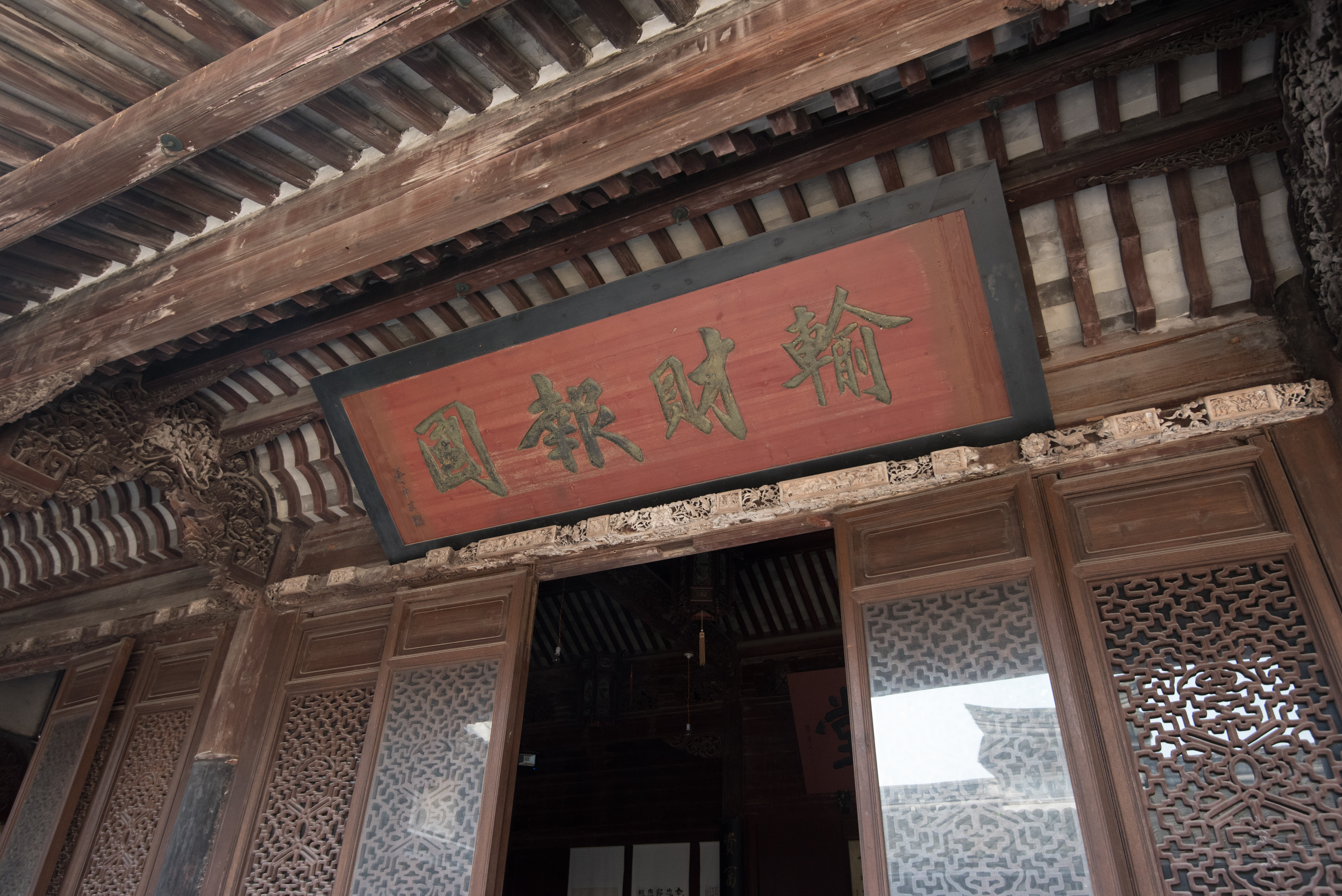
“输财报国”四字匾额
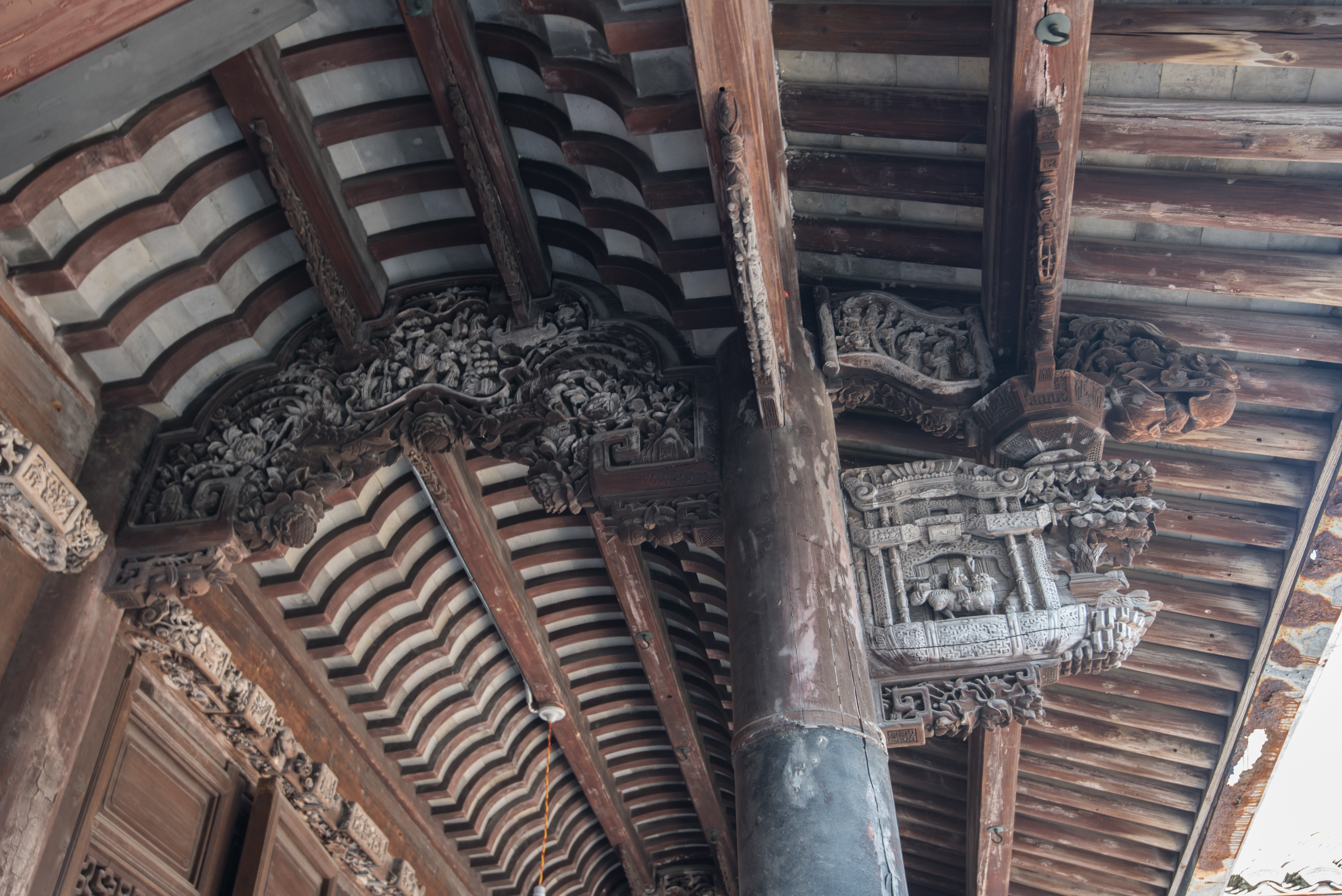
天叙堂月梁和牛腿雕刻
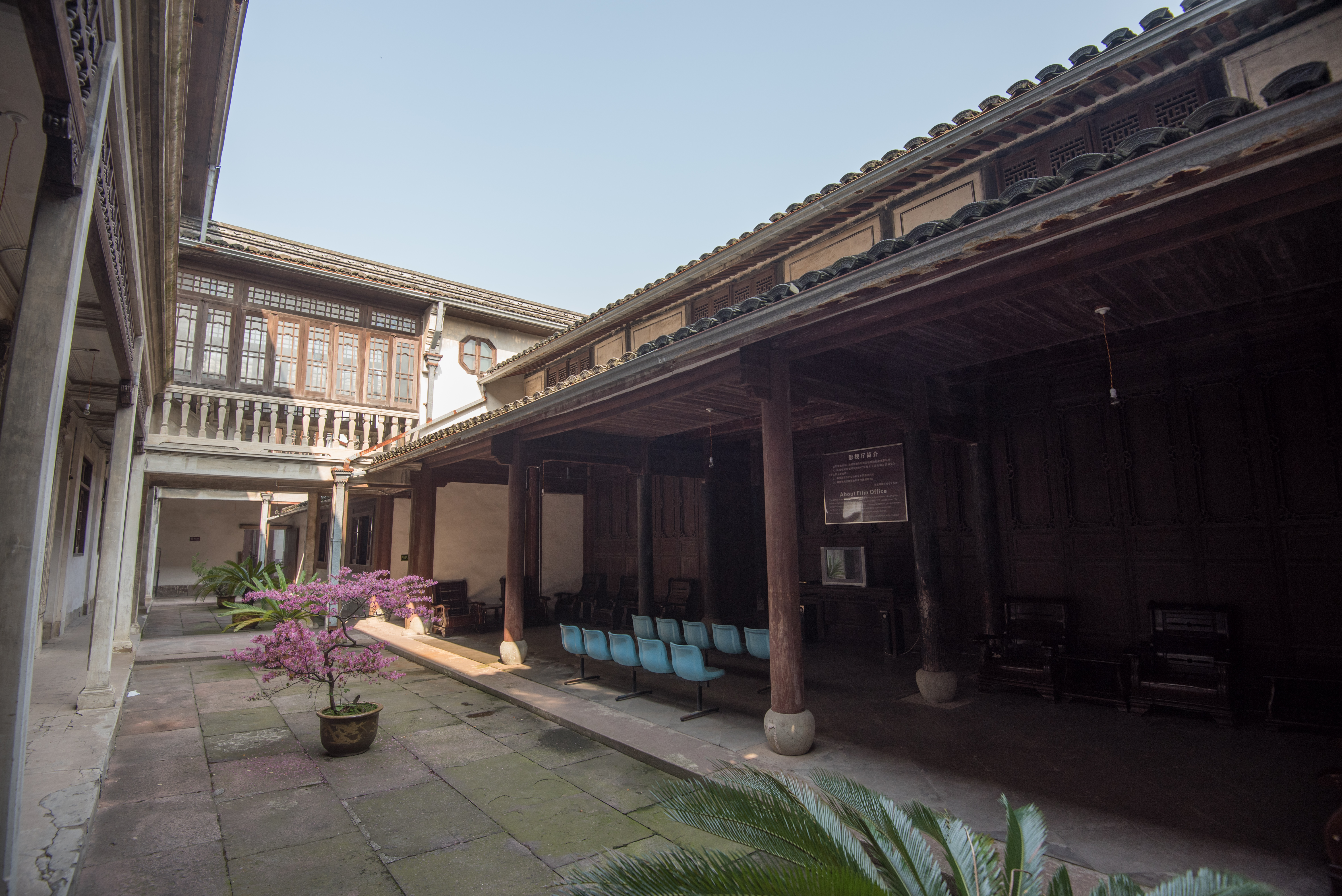
二三进间的天井
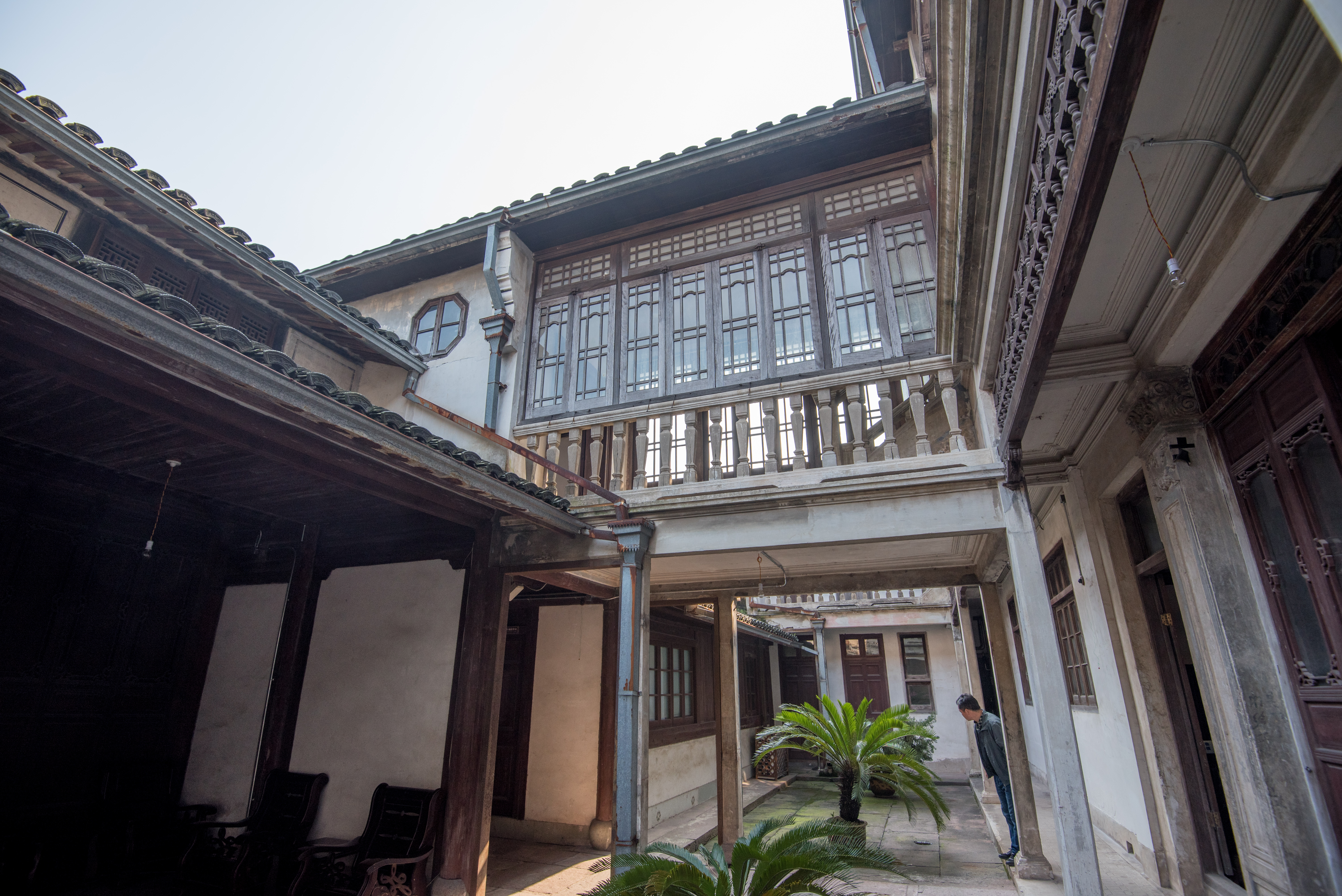
二三进间的二层走廊

### 二期建筑
二期建筑共两进，为西洋风格，分为主楼和后楼两部分，位于一期建筑北侧，两期建筑间有一条宽3.6米的弄堂相隔，上方设有天桥相通。建筑外有6米高的围墙与外界相隔，墙内有天井。院墙墙基为花岗石，面向前三进开三座石库门，虞氏居住时常常关闭正门，只开掖门。正门外侧门额为中式牌楼式，砖雕刻梅兰竹菊和人物故事等纹样，顶部有巴洛克式山墙，内侧则为西式风格，下层为仿希腊式门罩，上层则为巴洛克式山墙，山墙上有卷草纹。左右两掖门相比正门装饰有所简化，内外侧均为三角形山墙，其中内侧有卷草纹。三座门内外门额均刻门额，外楷内篆，外侧刻字为“福禄欢喜”、“增荣益誉”和“长乐永康”，内侧刻字为“淑气迎人”、“嘉宾戾止”和“卿云入户”。
主楼和后楼均为九间，中有两弄，砖混结构，剪力墙承重，屋顶山墙有巴洛克式浮雕。主楼前有走廊，地面铺设马赛克。廊柱为三柱组合，两侧为爱奥尼克柱，中间为方柱，方柱上有毛茛叶等装饰。二层走廊外柱形与一层类似，但高度较低。主楼内暗藏管道，明间地面为马赛克，中为鱼鳞纹，四角为橄榄枝，次间则铺设地板，为红松质地。每间房屋均有壁炉，外设炉龛。明间炉龛为木质，与烟囱同为装饰，而次间炉龛则为大理石制。
后楼格局与主楼相近，但由于土地面积限制，后楼进深及主楼、后楼间的天井均较小。两进间有天桥相通，下为连拱，上为开放走廊。

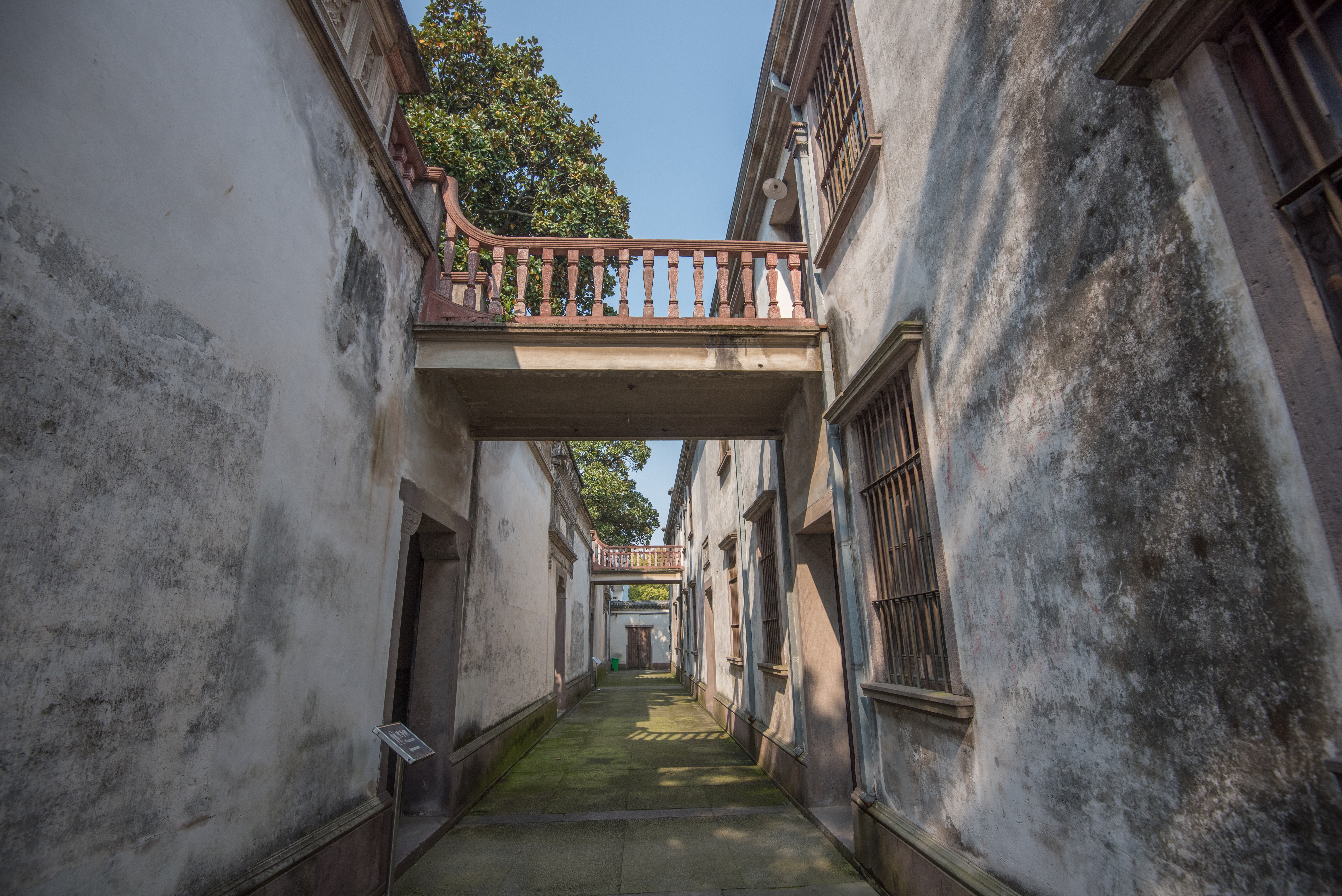
三、四进间的长廊和天桥
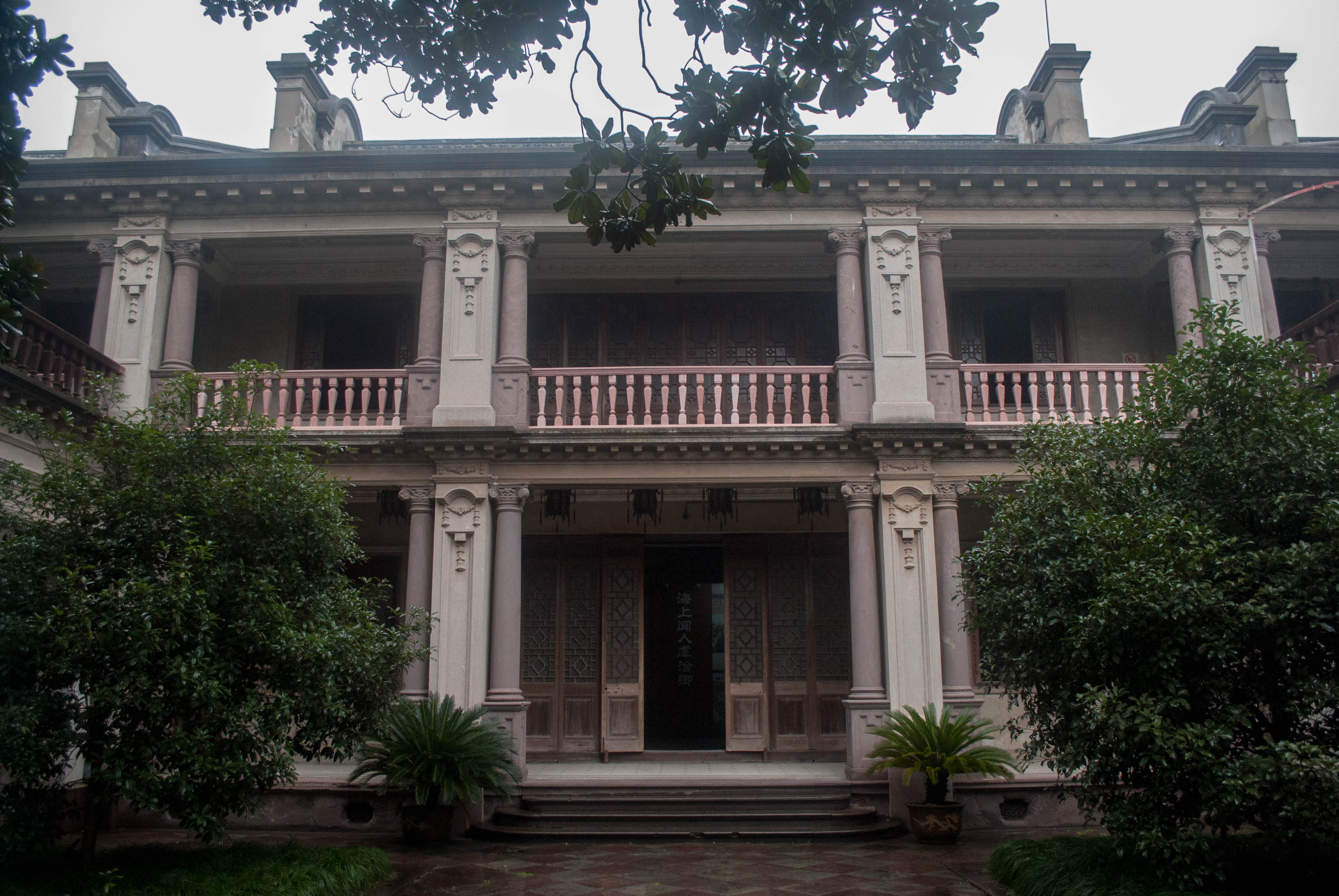
第四进主楼立面
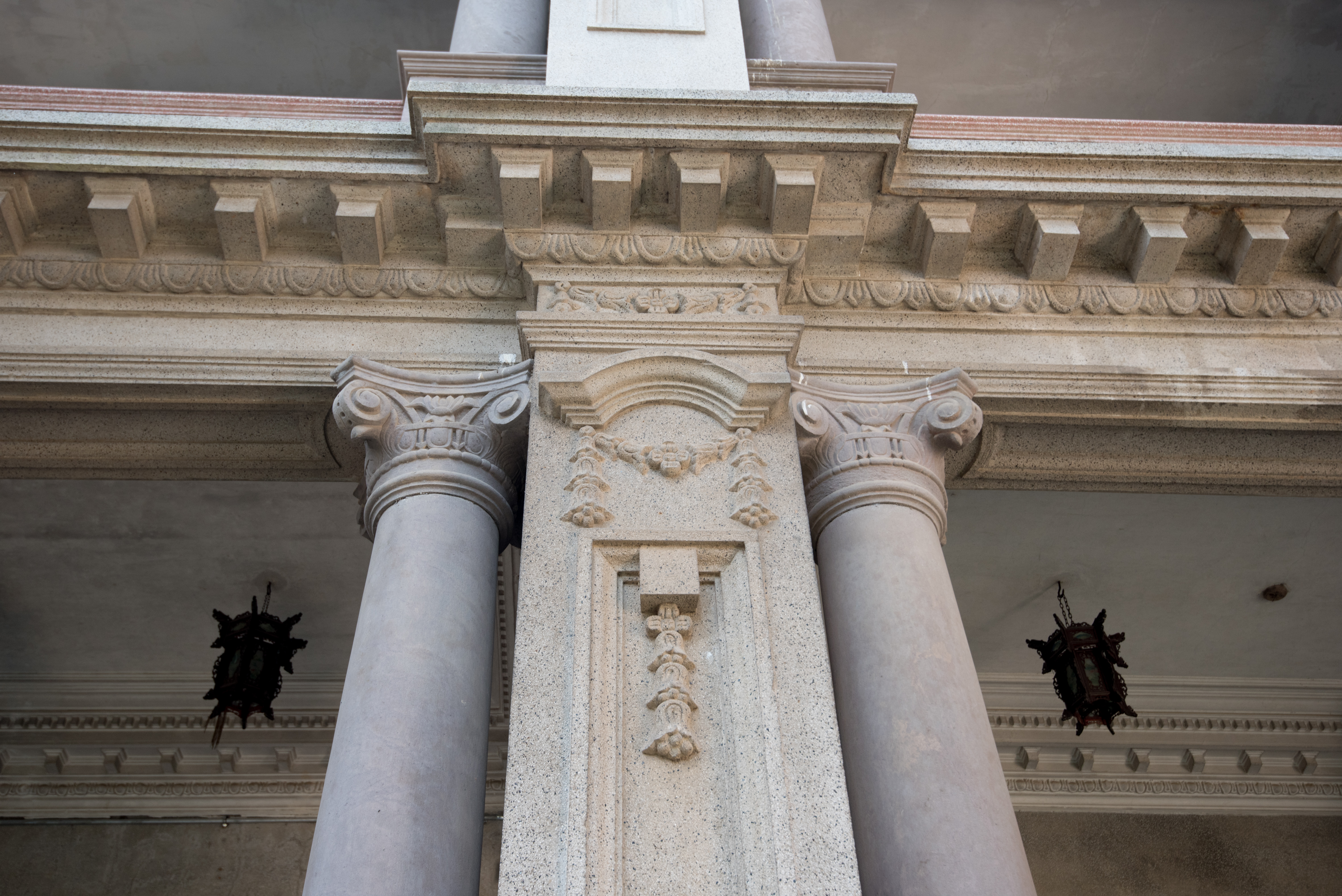
第四进柱头
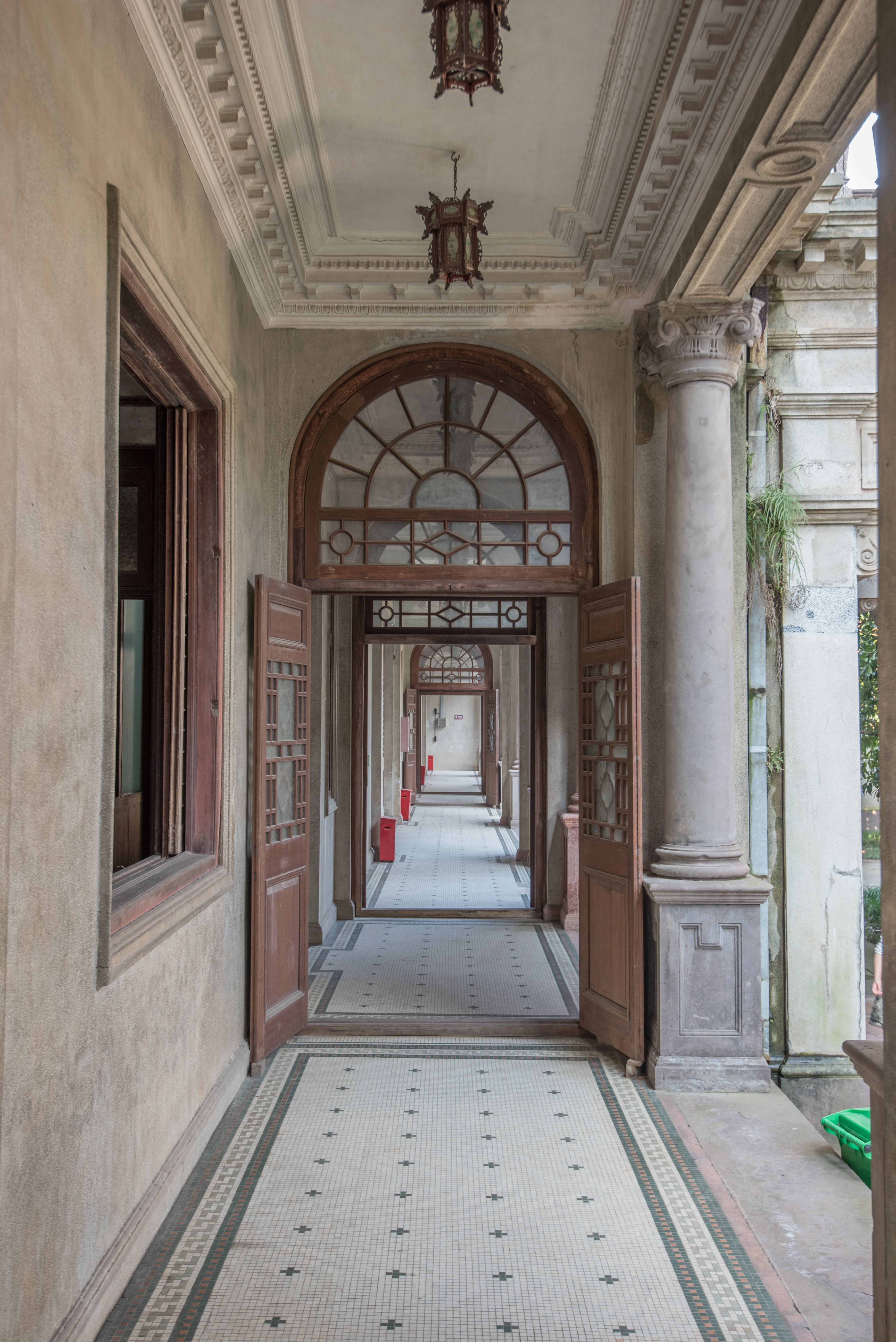
第四进主楼前廊
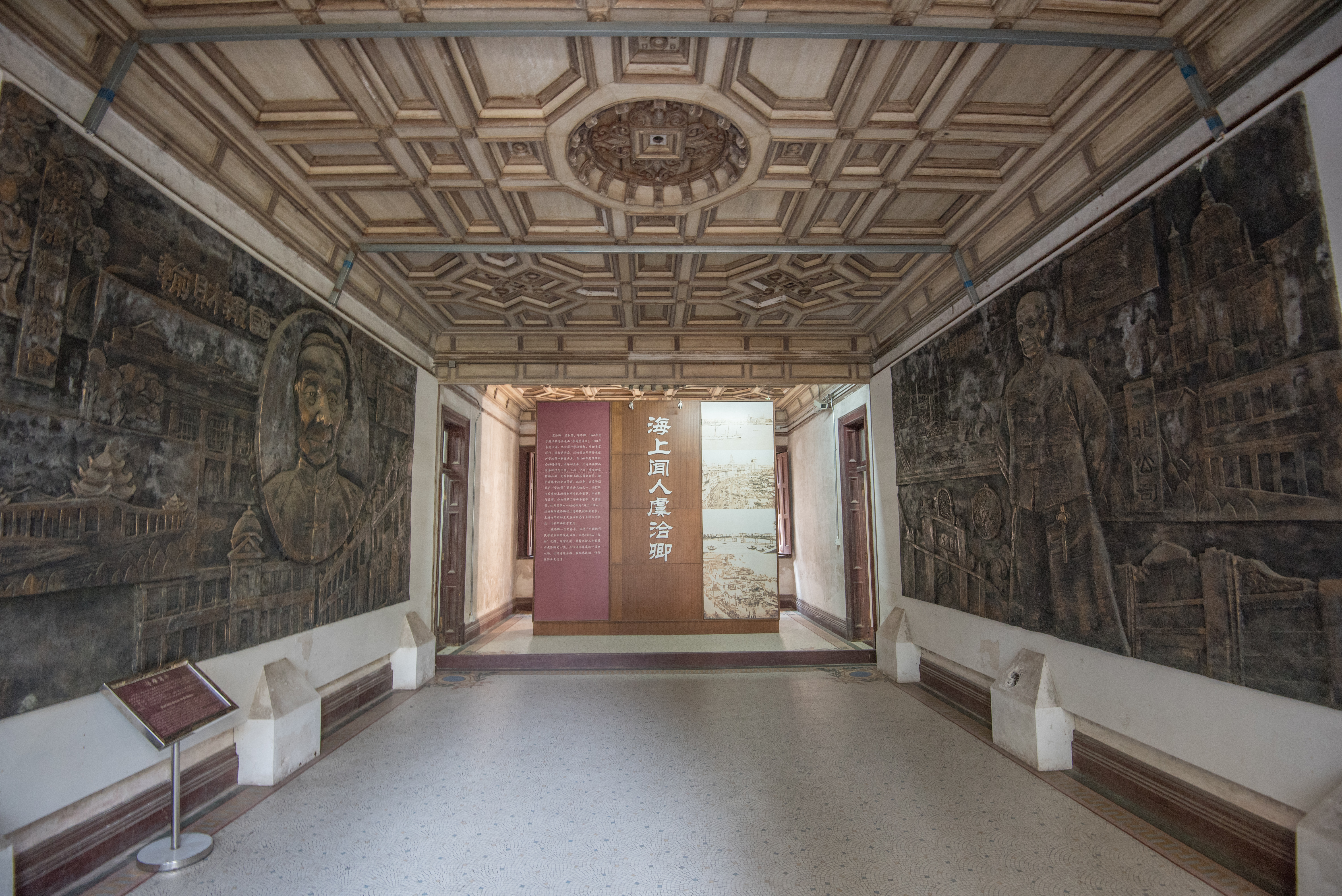
第四进主楼正厅
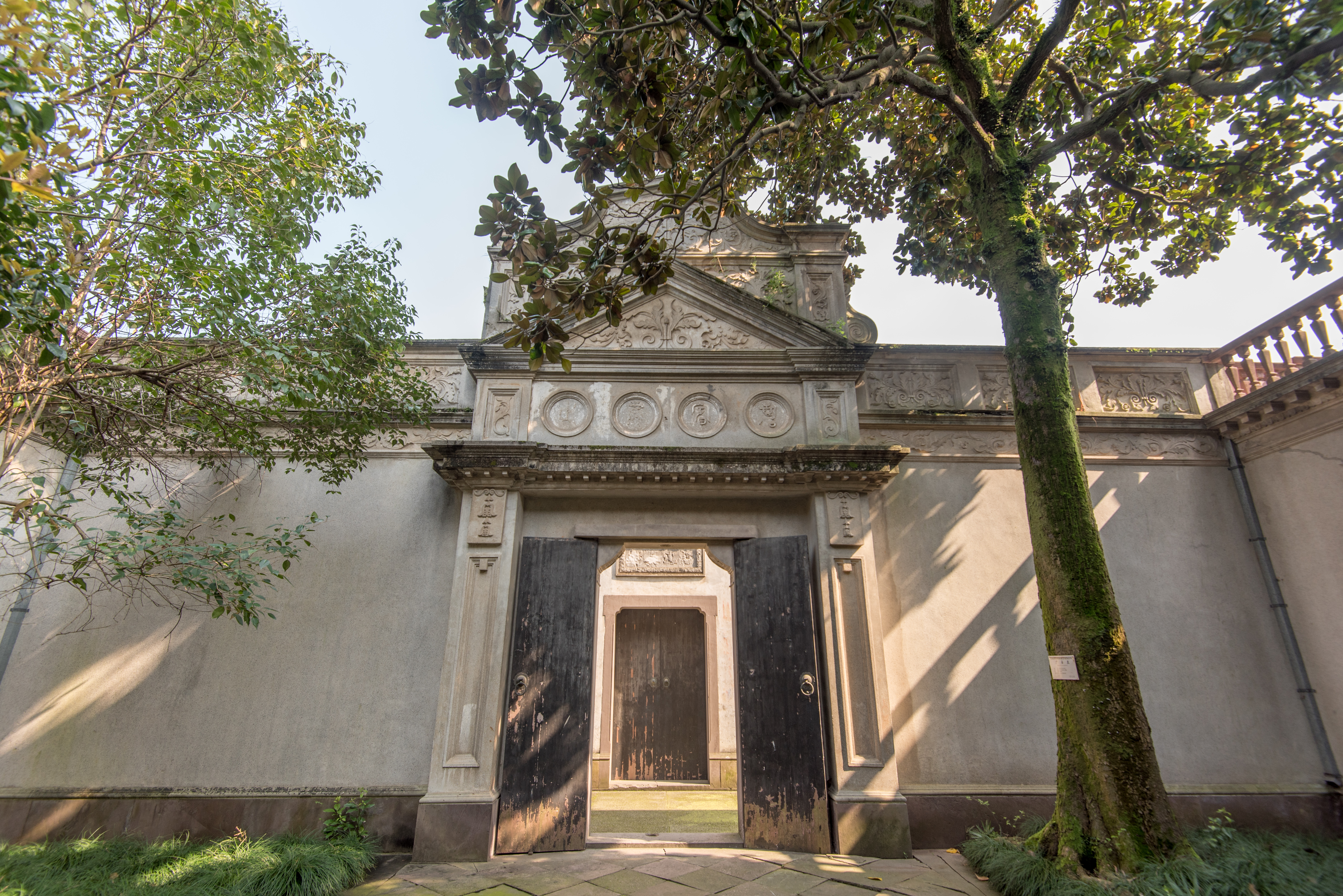
第四进正门山墙内侧
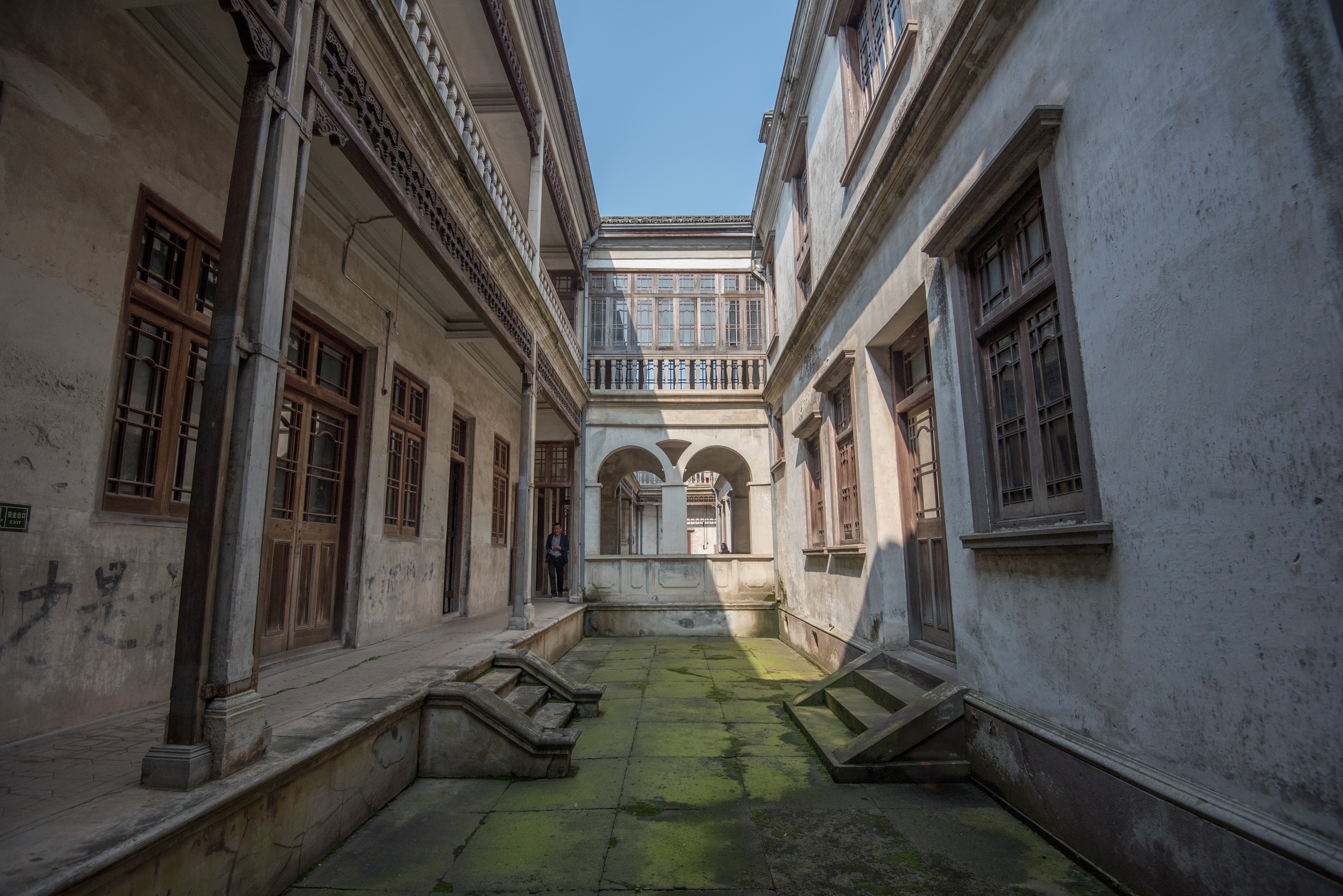
第四、五进间的天井及天桥

### 附属建筑
主体建筑西面原有西班牙式洋房一座，周围设有西式园林，为招待贵宾所用，已毁，仅存残园。东面原有三列平房，作为厨房和仆从住所使用，也已不存。

## 保护与展示
文化大革命期间，为保护虞氏旧宅，村民使用石灰覆盖了建筑中的砖雕。龙山中学迁出后的1997年，龙山虞氏旧宅建筑群被列入慈溪市文物保护单位，2001年被列入第五批全国重点文物保护单位。2004年，慈溪市政府出资对虞氏旧宅进行修复。建筑于2007年辟为龙山虞氏旧宅建筑群陈列馆并对外开放。前三进通过旧藏旧家具作原状陈列，展示旧宅中的各房间布局。后两进则布置有虞洽卿生平陈列、龙山虞氏旧宅建筑群陈列以及慈溪旅外商人及其事业概览陈列。